# Hypseloconus
Hypseloconus is een geslacht van uitgestorven Gastropoda, dat leefde van het Laat-Cambrium tot het Vroeg-Ordovicium.

## Beschrijving
Deze primitieve buikpotige kenmerkte zich door een hoge, kegelvormige, niet opgerolde schaal, waarvan de spits vaak niet centraal was gelegen. De vorm van de schaal was veranderlijk. De lengte bedroeg 1,25 centimeter.